# Nobles megye
Nobles megye az Amerikai Egyesült Államokban, azon belül Minnesota államban található. Megyeszékhelye és legnagyobb városa Worthington. Lakosainak száma 22 290 fő (2020. április 1.). Nobles megye Murray, Osceola, Rock, Lyon, Jackson és Cottonwood megyékkel határos.

## Népesség
A megye népességének változása:
| Lakosok száma | 21 383 | 21 525 | 21 600 | 21 617 | 21 770 | 22 290 |
|               | 2010   | 2011   | 2012   | 2013   | 2015   | 2020   |